# Gråstrupig mesflugsnappare
Gråstrupig mesflugsnappare (Fraseria griseigularis) är en fågel i familjen flugsnappare inom ordningen tättingar. Den förekommer i låglänt regnskog i västra och centrala Afrika. Arten minskar i antal, men beståndet anses vara livskraftigt.

## Utseende och läte
Gråstrupig mesflugsnappare är en slank och långstjärtad flugsnappare. Fjäderdräkten är noterbart jämnfärgat grå, med svart stjärt och något ljusare undersida. Sången består av korta serier med melankoliska visslingar, vanligen först stigande och sedan fallande, med sista noten utbdragen.

## Utbredning och systematik
Gråstrupig mesflugsnappare förekommer i västra och centrala Afrika. Den delas in i två underarter med följande utbredning:
- Fraseria griseigularis parelii – förekommer från Liberia (från Nimba) till Elfenbenskusten och Ghana
- Fraseria griseigularis griseigularis – förekommer från sydöstra Nigeria till nordvästra Angola, östra Kongo-Kinshasa, västra Uganda och nordvästra Tanzania

### Släktestillhörighet
Tillsammans med arten blek mesflugsnappare placerades den tidigare i släktet Myioparus. DNA-studier visar dock att de står mycket nära skogsflugsnapparna i Fraseria.

## Levnadssätt
Mesflugsnapparna skiljer sig från många andra flugsnappare genom att födosöka mer likt sångare, det vill säga plocka insekter från lövverket snarare än fånga dem i luften genom utfall från en sittplats. De böjer sig ofta framåt med stjärten rest och något utbredd, ett beteende som kan skrämma upp insekter. Denna art hittas i låglänt regnskog och skogsbryn.

## Status och hot
Arten har ett stort utbredningsområde, men tros minska i antal, dock inte tillräckligt kraftigt för att den ska betraktas som hotad. Internationella naturvårdsunionen IUCN listar arten som livskraftig (LC).

## Namn
Artens vetenskapliga släktesnamn namn hedrar den engelska zoologen Louis Fraser.